# A.O.R.
A.O.R. é o nono álbum de estúdio de Hironobu Kageyama. Foi lançado em 25 de julho de 2017 pela Lantis em comemoração aos 40 anos de carreira do cantor. Possui 11 faixas, sendo a última o encerramento do anime ID-0.

## Produção
O produtor canadense David Foster compôs a primeira música do álbum juntamente com Kageyama. Foster já trabalhou como nomes como Michael Jackson, Madonna e Céline Dion. Ele também incentivou o cantor a gravar músicas em inglês. Kageyama revelou que o processo de composição das músicas neste idioma foi bem mais demorado do que em japonês.
O álbum contou com vários colaboradores em sua composição, tendo também a participação de Kenji Hayashida e Masaaki Endoh cantando em duas músicas.
Kageyama escolheu o título por gostar do estilo "Adult Oriented Rock", mas também porque a sigla poderia significar "Always on the Road" (sempre na estrada), representando sua vida de turnês constantes. A guitarra usada na capa é peça de decoração de um bar em Shimokitazawa que ele costuma frequentar. Ele pediu ela emprestada para a sessão de fotos.

## Recepção
O CD Journal analisou o álbum dizendo que "há uma boa variedade de músicas, desde grandes baladas até canções pop cheias de gingado, com uma sensação jovial".
O álbum ficou na 59ª posição na Billboard Japan, e na 69ª no Oricon Albums Chart.

## Faixas
| N.º            | Título                                                 | Letras                   | Música                                | Duração |  |
| 1.             | "Beginning"                                            | Kageyama e Serena Lee    | Kageyama e David Foster               | 4:24    |  |
| 2.             | "Amaku Kiken na Yoru ni"                               | Kageyama                 | Youichi Matsuo e BROADWAY             | 4:45    |  |
| 3.             | "Mr. Travelin' Man"                                    | Kageyama e RiXIA         | Kageyama e BROADWAY                   | 5:46    |  |
| 4.             | "Chase the Real"                                       | Kageyama                 | Kageyama e Tomohiro Nakatsuchi        | 4:11    |  |
| 5.             | "Oori Toori" (com Kenji Hayashida)                     | Kageyama                 | Kageyama e Nakatsuchi                 | 4:30    |  |
| 6.             | "Happy Ice Cream"                                      | Kageyama                 | Kageyama e Katsuhiko Kurosu           | 4:36    |  |
| 7.             | "Life without You"                                     | Yuriko Mori              | Kageyama e BROADWAY                   | 6:57    |  |
| 8.             | "She's Trouble & I'm Such a Fool!" (com Masaaki Endoh) | Kageyama                 | Kageyama e BROADWAY                   | 4:17    |  |
| 9.             | "Home ~Boku no Taisetsu na Hitotachi e~"               | Kageani, Ryojei e Serena | Yoshichika Kuriyama, Kageani e Ryohei | 4:44    |  |
| 10.            | "White Wedding"                                        | Kageyama e RiXIA         | Kageyama e Shiho Terada               | 5:49    |  |
| 11.            | "Stellar Compass"                                      | Kageyama e Serena Lee    | Kageyama e Takayuki Hattori           | 4:31    |  |
| Duração total: | Duração total:                                         | Duração total:           | Duração total:                        | 54:30   |  |